# パール (ミシシッピ州)
パール（英: Pearl）は、アメリカ合衆国ミシシッピ州の中央部、ランキン郡の都市である。人口は2万7115人（2020年）。州都ジャクソンとパール川を隔てた東岸に位置している。ジャクソン都市圏に属している。

## 歴史

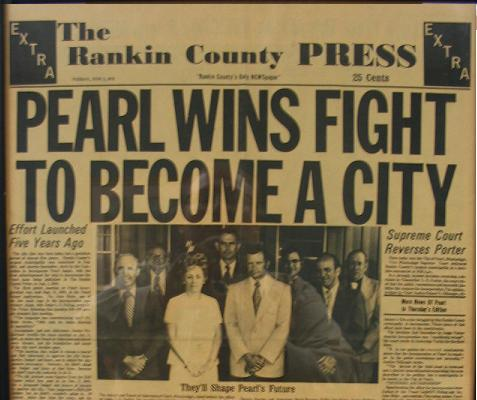
1973年6月の新聞「ランキン郡プレス」で一面に載ったパールの市昇格のニュース

南北戦争後、パール川の低地が農業用に開発された。1900年代半ばまで人口過疎であったが、その後西にあるハインズ郡の州都ジャクソン市が発展して拡大し、その住民が川のこちら側、ランキン郡に移って来るようになり、同様に企業も移って来た。その後、この地域の成長は、パール川の洪水制御と、州間高速道路やジャクソン・エヴァース国際空港への交通が改善されてその便利さから加速された。
1968年9月16日、パールの法人化について地域集会が開催されて議論され、出席した住民657人のうち6人を除くほぼ全員が法人化に賛成した。その1か月以上後に、「領域委員会」が考えられる幾つかの領域案を提案した。翌1969年1月、パール川から空港道路までを含み、カニンガムハイツやグランドビューハイツは含むが、イーストジャクソンと州間高速道路20号線の南をすべて外す市域、11平方マイル (28 km2) の案を住民投票で決めた。この集会で出席者の大半が市名を「パール」とする案にも同意した。他には「リバービュー」や「ブライツビル」という案もあった。
初代市長のハリス・ハーベイが選出され、市政委員としては、ジミー・ジョー・トンプソン、W・D・マカルピン、ジェイムズ・ネザーランド、オフェリア・バード、マック・C・アットウッド、W・L・マドックス、ボビー・ジョー・デイビスが選出された。1973年6月5日、ミシシッピ州最高裁判所が法人化の進行を許可する裁定を出した。その1週間後、州議会が市憲章を発行した。1973年6月29日、州知事ウィリアム・ウィンターが最初のパールデイ祝祭を主宰し、市の新しい役人が就任宣誓し、最初の集会は1973年7月3日にもたれた。
ミシシッピ州の多くの都市とは異なり、パール市は郡庁所在地ではないので、中心街広場を持っていない。長い年月の間に元のパール高校を市役所として再開発し、そこにはパール警察署、公共事業部、市裁判所を含めた。大型の公会堂様式のコミュニティセンターがその隣に建設された。その時計塔には、パール高校がこの建物に入っていた1949年から1989年までの卒業生の名前を刻んだ。2005年7月18日、床面積25,000平方フィート (2,300 m2) の図書室が市役所内に開館された。
1976年5月18日、パール市長と市政委員会の条例によって、パール市分離教育学区が創設された。
1976年7月6日、パール市では初のケーブルテレビが認可された。1978年8月24日、パール商工会議所が結成された。

## 地理
パール市は北緯32度16分19秒 西経90度6分19秒 / 北緯32.27194度 西経90.10528度 (32.271979, -90.105266)に位置している。
アメリカ合衆国国勢調査局に拠れば、市域全面積は22.0平方マイル (57 km2)であり、このうち陸地21.8平方マイル (56 km2)、水域は0.2平方マイル (0.52 km2)で水域率は1.00%である。隣接する町には、フロウッド、ブランドン、リッチランド、および州都のジャクソンがある。
2008年飲料水質年度報告書に拠れば、パールの飲料水は9つの井戸を介してスパータ砂帯水層から得られている。

## 人口動態
以下は2000年国勢調査による人口統計データである。
| 基礎データ - 人口: 21,961 人 - 世帯数: 8,608 世帯 - 家族数: 6,025 家族 - 人口密度: 388.4人/km2（1,005.9 人/mi2） - 住居数: 9,128 軒 - 住居密度: 161.4軒/km2（418.1 軒/mi2） 人種別人口構成（ ）内は2010年 - 白人: 81.18% (69.8%) - アフリカン・アメリカン: 16.24% (23.0%) - ネイティブ・アメリカン: 0.22% (0.2%) - アジア人: 0.79% (0.9%) - 太平洋諸島系: 0.03% (0.2%) - その他の人種: 0.78% - 混血: 0.75% (1.7%) - ヒスパニック・ラテン系: 2.03% (6.4%) 年齢別人口構成 - 18歳未満: 26.4% - 18-24歳: 10.1% - 25-44歳: 31.8% - 45-64歳: 21.4% - 65歳以上: 10.3% - 年齢の中央値: 34歳 - 性比（女性100人あたり男性の人口） - 総人口: 90.8 - 18歳以上: 86.6 | 世帯と家族（対世帯数） - 18歳未満の子供がいる: 34.4% - 結婚・同居している夫婦: 50.2% - 未婚・離婚・死別女性が世帯主: 15.6% - 非家族世帯: 30.0% - 単身世帯: 25.0% - 65歳以上の老人1人暮らし: 7.4% - 平均構成人数 - 世帯: 2.65人 - 家族: 3.05人 収入と家計 - 収入の中央値 - 世帯: 37,617米ドル（2008年推計では105,485 ドル） - 家族: 42,013米ドル - 性別 - 男性: 30,860米ドル - 女性: 24,610米ドル - 人口1人あたり収入: 17,136米ドル - 貧困線以下 - 対人口: 12.2% - 対家族数: 9.2% - 18歳未満: 17.3% - 65歳以上: 12.4% |

## 政府と政治

### 市政府

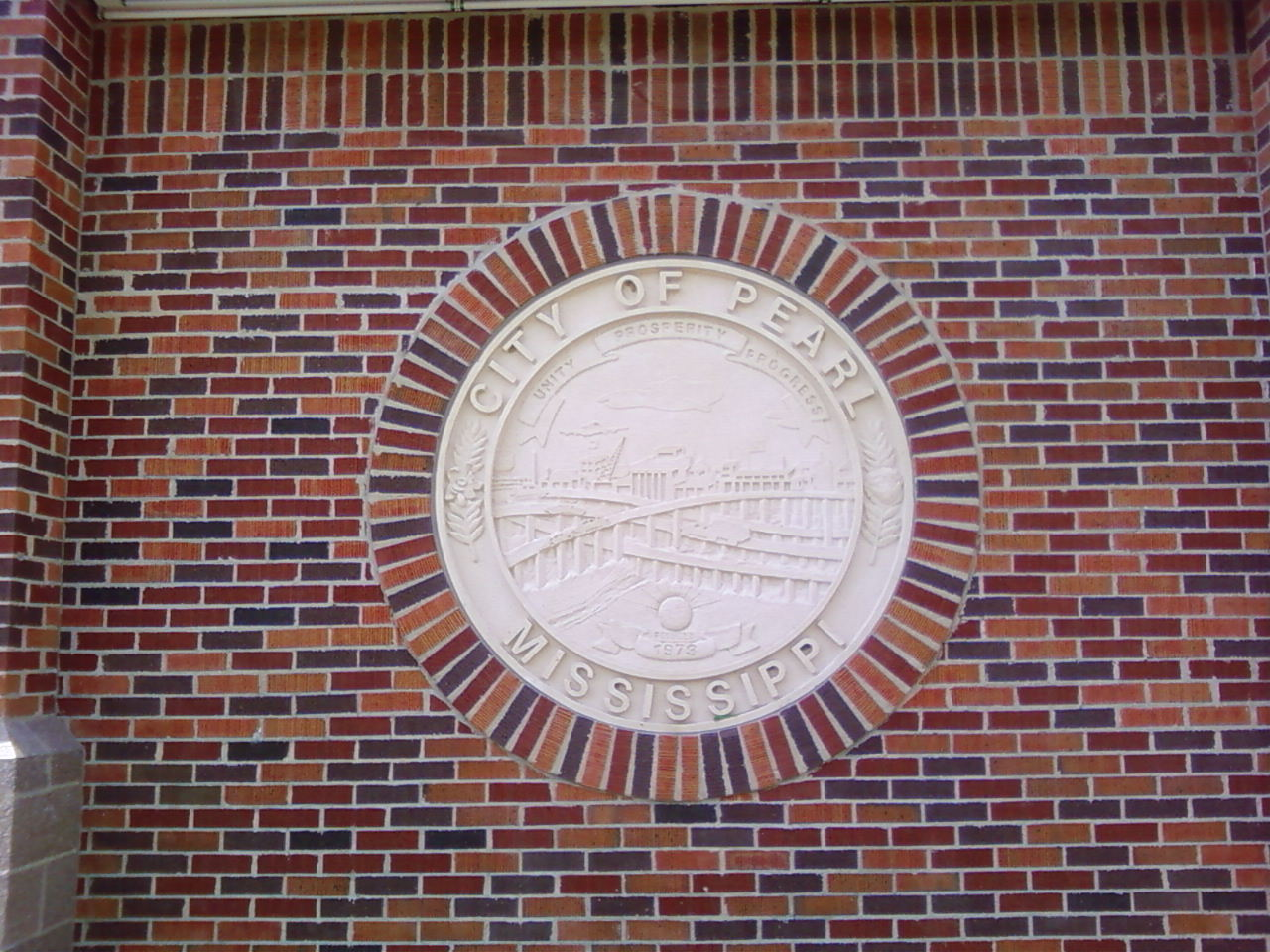
コミュニティセンターの壁、市章をあしらってある

パール市は選挙で選ばれる1人の市長と6人の市政委員によって統治されている。全て任期は4年間である。市政委員のうち5人は小選挙区からそれぞれ1人が選ばれ、残りの1人は全市を選挙区に選出される。
パール市域内の法の執行はパール警察署が担当する。市内に監獄設備がなく、ランキン郡保安官事務所が運営するランキン郡監獄を使っている。
パール市域内の消防と防火はパール消防署が担当する。市内に4つの駐屯所がある。

### 州の機関
ミシシッピ州矯正省中央ミシシッピ矯正施設は、パール市に近いランキン郡の未編入領域にある。2007年、ミシシッピ州ハイウェイ・パトロールは刑務所のハイウェイ越しに運転免許交付施設を開いた。
ミシシッピ州環境品質省がパール市に近いランキン郡の未編入領域に、中央地域事務所とMDEQ研究室を運営している。

## 交通

### 空路
ジャクソン・エヴァース国際空港はランキン郡のパール市とフロウッド市の境にあるアレン・C・トンプソン飛行場を使っている。IATAコードはJAN である。国内12都市に直行便が運航され、アメリカン航空、デルタ航空、コンチネンタル航空、ノースウエスト航空、USエアウェイズがキャリアである。
ジャクソン・エヴァース国際空港は事実上フロウッド市内にあるが、ジャクソン市の資産であり、同市は空港の敷地内のあらゆることに責任がある。
現在エアポート・パークウェイの計画が進行中である。環境影響調査が完了し、最終計画が作られ、ミシシッピ州交通省の承認待ちである。概算予算1,900万ドルで用地買収が進行している。この道路はジャクソン市中心街のハイ通りとフロウッドのジャクソン・エヴァース国際空港に繋がるミシシッピ州道475号線を繋ぐ予定である。エアポート・パークウェイ委員会はパール市長、フロウッド市長、ジャクソン市長で構成されており、道路はこれら3市を通ることになる。

### 道路

#### 州間高速道路
州間高速道路55号線 (I-55)
シカゴから南にジャクソンを通り、ブルックヘイブンとマコームを抜け、ルイジアナ州境からニューオーリンズに向かう。パールはニューオーリンズとテネシー州メンフィスのほぼ中間にある。ジャクソンでは州間高速道路20号線と接続する。
 州間高速道路20号線 (I-20)
西のテキサス州エルパソから東のサウスカロライナ州フローレンスを繋ぎ、パールを通る主要州間高速道路である。パールはテキサス州ダラスとジョージア州アトランタのほぼ中間にある。

#### アメリカ国道
アメリカ国道49号線 
北のアーカンソー州境からミシシッピ州ルーラに入り、クラークスデールとヤズーシティを経由し、パールを抜けた後は南のハッティズバーグに向かい、ガルフポートでメキシコ湾に当たって終端となる。ガルフポートから北のジャクソン方向に戻ると、パールで一旦終わり、州間高速道路20号線から同220号線がバイパスとなり、再度アメリカ国道49号線となってヤズーシティに向かう。
 アメリカ国道80号線
州間高速道路20号線とほぼ並行に東西に走る。パール市の中心を通る幹線道路である。

#### ミシシッピ州道
ミシシッピ州道25号線
ジャクソン都市圏ではレイクランド・ドライブと呼ばれ、北東のカーシージとスタークビルに向かう
 ミシシッピ州道475号線
フロウッドの州道25号線から分かれて、パールを通り、国道80号線と交差し、州道468号線で終わっている。

## 教育
1981年12月1日、パールの住民投票で新しいジュニア高校建設のために150万ドルの市債を発行することを承認した。1983年7月1日、ハインズ・コミュニティカレッジのランキン郡キャンパスがオープンした。
パール市の公共教育はパール公共教育学区が管轄しており、その教育委員会委員はパール市政委員会が指名している。

### 高等教育機関
- ハインズ・コミュニティカレッジ、ランキン郡キャンパ、州立2年制カレッジ、パール公共教育学区には属さない

### 公立高校
- パール高校、9年生から12年生、1989年設立、1997年、2003年、2005年に拡張[10]、新しいウィングと教室、管理事務所を追加し、野球場にはプレスボックスを追加した
- パール・ジュニア高校、6年生から8年生、1932年建設、1982年、1989年、2004年に拡張、2012年から2013年の教育年度に体育館を再建[10]

### 公立小学校
- パール・ローワー小学校、幼稚園から1年生、1932年建設、1999年と2005年に拡張[10]
- ノースサイド小学校、2年生と3年生、1970年建設、1992年、1999年、2007年に拡張[10]
- Pパール・アッパー小学校、4年生と5年生、1965年建設、1999年に拡張[10]

#### 評価
パール高校は現在、評価「5」の段階にある。これはジョージ・W・ブッシュ大統領が署名した落ちこぼれ防止法による国内標準で最高段階である。評価は「ミシシッピ州カリキュラム試験」に基づいており、毎年学校教育の有効さを判定するものである。

#### 課外プログラム
パール・ジュニア高校とパール高校の運動チームは、フットボール、野球、サッカー、陸上競技、ソフトボールの各競技を行っている。マスコットは海賊である。これまで州や地区の選手権に参加して何度も優勝したことがある。過去5年間ではサッカーの4-A州選手権で優勝してきた。フットボールは何度も地区優勝を重ねてきており、最近では2008年の優勝があった。
運動以外では、バンド、コーラス、ダンス、演劇部門で州や地区の選手権で競ってきている。バンドは1999年のメイシーズ感謝祭パレードで演奏した。2008年と2012年のミシシッピ州屋内パーカッション巡回選手権と、2009年と2011年の5A州マーチング選手権で優勝した。ディズニーワールドやシックスフラッグなどテーマパークでも演奏を行って、定評がある。

### 私立学校
- フェイス・アカデミー - 幼稚園前から8年生、ミシシッピ州私立学校協会が運営
- パークプレース・クリスチャン・アカデミー - 幼稚園前から12年生、2012年5月から卒業生を送り出している

## レクリエーション
パール市内には下記のように、多くの公園とレクリエーション施設がある。
- センターシティ複合施設 - ソフトボール、野球、サッカー場、公園とレクリエーション部事務所（アメリカ合衆国特殊スポーツ協会の地域と全国選手権を開催してきた）
- パール活動センター（オールドボーイズ・クラブ） - 野球、集会室、体育館
- ブライト公園 - A 2/3 マイル (1 km) 身体フィットネス・ウォーキング・トレイル、自然とピクニック場を通る
- シティパーク - 家族向けレクリエーション場、ピクニック場、予約可能なパビリオン、子供用遊戯場、テニスコート、バスケットボールコート、屋根付きステージ
- ジェンキンス公園 - 家族向けレクリエーション施設、子供用遊戯場、ピクニック場、パビリオン、1/2 マイル (800 m)  ウォーキング・トレイル、ソフトボール場
- オールド・ライブラリー・ウォーキング・トレイル -  1/4 マイル (400 m) ウォーキング・トレイル、
- ヘンリー・F・シェパード・フィールド・ウォーキング・トレイル - 1/4 マイル (400 m) ウォーキング・トラック、旧パール高校フットボール場を回る
- センターシティ・ウォーキング・トレイル - 1マイル (1.6 km) ウォーキング・トレイル、景観の良い林を抜けて蛇行する
- パール市民ゴルフコース - 18ホール・パブリックゴルフ場、クラブハウスとショートオーダー・レストラン

## プロスポーツ

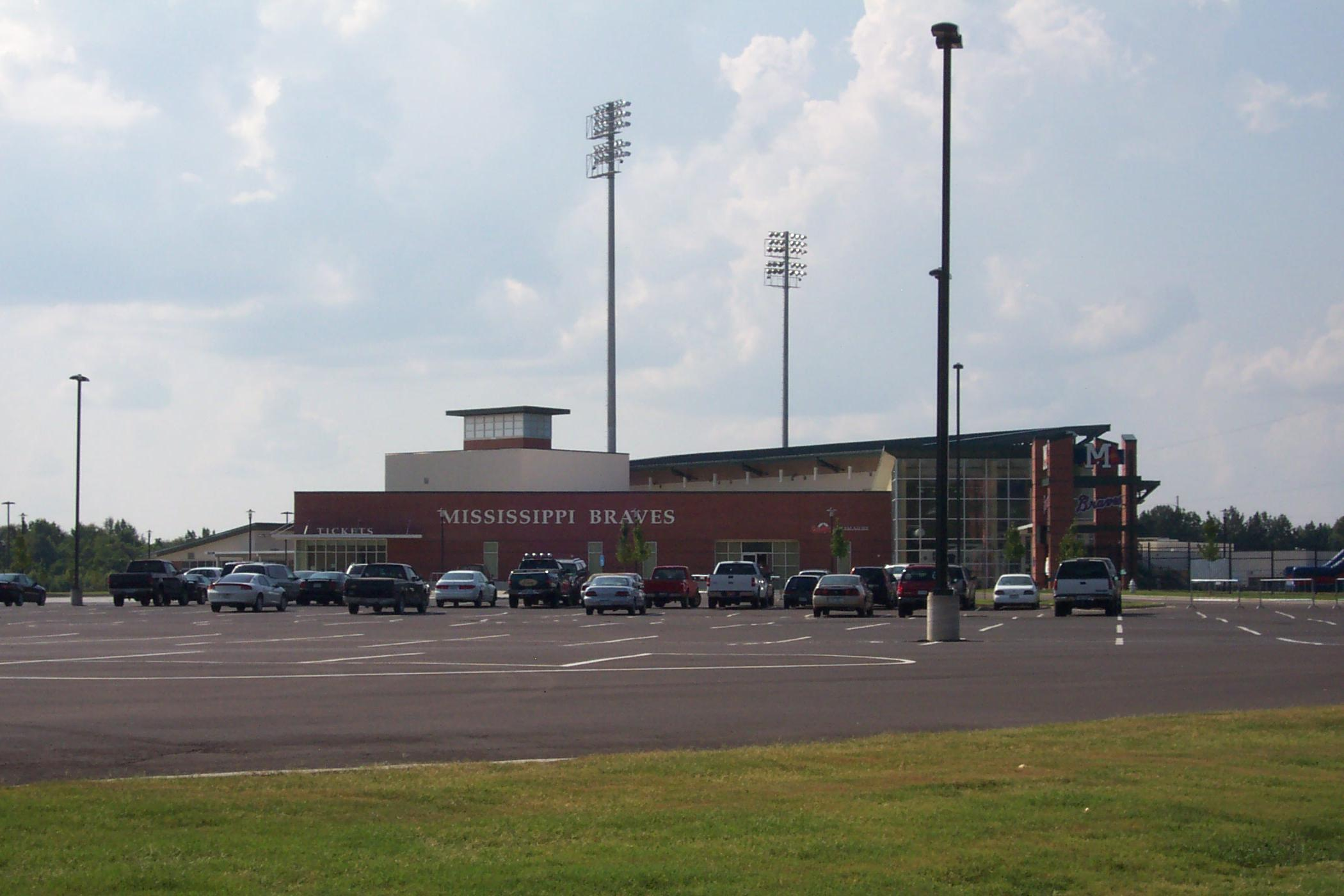
トラストマーク公園

ミシシッピ・ブレーブス略称M-ブレーブスはクラス AA マイナーリーグ野球チームであり、アトランタ・ブレーブスの傘下である。2005年のシーズン前にサウスカロライナ州グリーンビルからパールに移って来た。サザンリーグに属している。2005年4月18日に新設なったトラストマーク・パークで最初の試合を行い、モンゴメリー・ビスケッツに敗れた。

## 犯罪
- 1997年10月1日、ルーク・ウッドハムがパール高校に行って銃を乱射し、2人を殺し、7人を負傷させた。これはウッドハムの母を撃って殺した後のことだった。

## 著名な出身者
- トミー・アルドリッジ - HR/HMドラマー
- タイ・テイバー - 歌手、ギター奏者、キングス・エックス所属[16]